# Senotainia tricuspis
Senotainia tricuspis är en tvåvingeart som först beskrevs av Johann Wilhelm Meigen 1838.  Senotainia tricuspis ingår i släktet Senotainia och familjen köttflugor.
Artens utbredningsområde är Spanien. Enligt den svenska rödlistan är arten nationellt utdöd i Sverige. . Arten har tidigare förekommit i Götaland men är numera lokalt utdöd. Artens livsmiljö är stadsmiljö, jordbrukslandskap. Inga underarter finns listade i Catalogue of Life.